# Sapporo55ビル
sapporo55ビルは、北海道札幌市中央区北5条西5丁目に所在する複合施設である。

## 概要
土地は札幌市が所有している。当初、当該地にはメルパルクの出店が予定されていたが出店前に撤退となった。札幌市中心部の札幌駅・さっぽろ駅至近であることから早急に土地利用を図る必要性があり、定期借地権方式により事業化（プロポーザル方式）された。総事業費は27億円。
施設名の「55」は北5条西5丁目に所在することに由来する。ビル西側にはJR55 SAPPOROが隣接し、2階の連絡通路で直結している。

## 入居施設
| 階      | フロア概要 |
| ------- | --- |
| 5階     | キャリアバンク本社 |
| 4階     | ヤマハミュージック札幌センター、北海道教育大学札幌駅前サテライト、個別指導3.14ブレインズジム札幌駅前校                    |
| 3階     | 紀伊國屋書店北海道業務センター・仕入センター、小樽商科大学札幌サテライト、TAC札幌校、個別指導3.14ハイスクール札幌駅前本校 |
| 2階     | 紀伊國屋書店札幌本店、スターバックス コーヒー札幌紀伊國屋書店、JR55 SAPPORO連絡通路                                       |
| 1階     | 紀伊國屋書店札幌本店、札幌駅5・5自転車等駐車場                                                                            |
| 地下1階 | 札幌駅5・5自転車等駐車場                                                                                                  |

## 周辺
- 北海道旅客鉄道（JR北海道）函館本線 札幌駅
- 札幌市営地下鉄南北線・東豊線 さっぽろ駅
- JR55 SAPPORO（直結）
- アスティ45ビル
- サツエキBridge・WEST6
- ヨドバシカメラマルチメディア札幌
- JRイン札幌